# 奧斯本 (密西西比州)
奧斯本（英語：Osborn）是位於美國密西西比州奧克蒂比哈縣的非建制地區。

## 歷史
奧斯本的郵局於1884年設立，其後於1949年停運。當地於1900年時有人口100人。

## 地理
奧斯本所處的海拔為高於海平面80米（即262英呎），而該地所採用的時區為UTC-6，即北美中部時區（CST）。同時該地設有夏令時間，為UTC-6調快一小時，即UTC-5（CDT）。